# 厦南区
厦南区（1945年10月—1946年6月1日）是福建省厦门市历史上的一个市辖区。
1945年10月，厦门市设厦南区。1946年6月1日，厦南区和厦西区合并为中心区。